# La voce del sangue (film 1925)
La voce del sangue (Never the Twain Shall Meet) è un film del 1925, diretto da Maurice Tourneur.
Tratto da Never the Twain Shall Meet, romanzo di Peter B. Kyne pubblicato a New York nel 1923, nel 1931 ne venne fatto un remake dallo stesso titolo diretto da W. S. Van Dyke e interpretato da Leslie Howard e Conchita Montenegro.
Fu l'ultimo film girato da Justine Johnstone: l'attrice lasciò le scene per dedicarsi alla medicina.

## Trama
Tamea, la bella figlia di un capitano di marina francese e della regina di un'isola dei mari del Sud, accompagna il padre in un viaggio a San Francisco. Arrivati in porto, al padre viene detto che ha la lebbra. Affidata la figlia all'amico Dan Pritchard, il capitano si suicida. Aiutato da Mellenger, un giornalista, Pritchard si occupa di Tamea, innamorandosi della ragazza e provocando la gelosia e il disappunto di Maisie, la sua fidanzata. Quando Tamea ritorna nella sua isola, dopo qualche tempo Dan la segue. I due si sposano con un rito locale. Ma i ritmi di vita e l'inattività pesano su Dan che scivola nell'accidia. Mellenger arriva sull'isola accompagnato da Maisie. Dan partirà con la vecchia fidanzata mentre Tamea sarà consolata da Mellenger.

## Produzione
Il film fu prodotto dalla Cosmopolitan Productions per la Metro-Goldwyn-Mayer (MGM).

## Distribuzione
Il copyright del film, richiesto da William Randolph Hearst, fu registrato il 14 settembre 1925 con il numero LP21876.
Distribuito negli Stati Uniti dalla Metro-Goldwyn Pictures Corporation, il film uscì nelle sale cinematografiche il 13 settembre 1925.
Non si conoscono copie ancora esistenti della pellicola che viene considerata presumibilmente perduta.